# .pl
A .pl Lengyelország internetes legfelső szintű tartomány kódja. A területet a Lengyel Kutatási és Fejlesztési Szervezet gondozza. A CENTR akapító tagjainak egyike.

## Története
A .pl domaint 1990-ben, a COCOM-lista felszámolása után hozták létre. Az első cím a Wrocławi Műszaki Egyetemé lett, a .pwr.pl. 2003-tól már nemzeti karakterek is szerepelhetnek a címekben a következő alapábécékből: latin, görög, cirill és héber.

## Második szintű tartomány nevek
Számos funkcionális és területi névtartomány létezik. A legismertebbek:
- .com.pl, .biz.pl – kereskedelmi
- .net.pl – hálózatok
- .art.pl – művészet
- .edu.pl – oktatás
- .org.pl, .ngo.pl – szervezetek
- .gov.pl – kormányzat
- .info.pl – információk
- .mil.pl – hadsereg
- .waw.pl, .warszawa.pl – Varsó
- .wroc.pl, .wroclaw.pl – Wrocław
- .krakow.pl – Krakkó
- .poznan.pl – Poznań
- .lodz.pl – Łódź
- .gda.pl, .gdansk.pl – Gdańsk
- .slupsk.pl – Słupsk
- .szczecin.pl – Szczecin
- .lublin.pl – Lublin
- .bialystok.pl – Białystok
- .olsztyn.pl – Olsztyn
- .torun.pl – Toruń